# Norwalk (Ohio)
Norwalk – miasto w Stanach Zjednoczonych, w północnej części stanu Ohio. Liczba mieszkańców w 2000 roku wynosiła 16 457.

## Klimat
Miasto leży w strefie klimatu kontynentalnego, z gorącym latem, należącego według klasyfikacji Köppena do strefy Dfa. Średnia temperatura roczna wynosi 9,9°C, a opady 924,6 mm (w tym do 75,4 cm opadów śniegu). Średnia temperatura najcieplejszego miesiąca - lipca wynosi 22,4°C, najzimniejszego - stycznia -3,1°C, podczas gdy rekordowe temperatury wynoszą odpowiednio 42,2°C i -31,7°C.